# Hagenulodes
Hagenulodes is een geslacht van haften (Ephemeroptera) uit de familie Leptophlebiidae.

## Soorten
Het geslacht Hagenulodes omvat de volgende soorten:
- Hagenulodes braueri